# Reminds Me of You
«Reminds Me of You» es una canción del rapero estadounidense Juice Wrld y el rapero australiano The Kid Laroi, lanzada el 8 de diciembre de 2020, a través de Grade A Productions a través de una licencia exclusiva de Interscope Records. La canción es una reelaboración de la canción "Reminds Me", de la cantante alemana Kim Petras.

## Antecedentes y composición
La canción marca su tercera colaboración oficial y fue lanzada el 8 de diciembre de 2020, que es el primer aniversario de la muerte de Juice Wrld. La canción es una reelaboración de la canción "Reminds Me", de la cantante alemana Kim Petras. Sobre la canción, ella dijo:

"Kid Laroi pidió hacer la canción, pero también cuando estábamos haciendo la canción, Juice vino al estudio y grabó este verso increíble en" Reminds Me", y yo siempre, siempre en el fondo de mi mente lo esperaba. Vería la luz del día. Siempre tuve la esperanza de que hubiera algún tipo de forma de que su verso saliera, así que saldrá esta noche. No siento en absoluto que nadie le haya quitado nada a nadie, solo creo que esto está dando la canción una vida completamente nueva".

## Posicionamiento en lista
| Lista (2020–2021)                           | Posiciones |
| ------------------------------------------- | ---------- |
| Bélgica (Flandes) (Ultratip Bubbling Under) | 15         |
| Canadá (Canadian Hot 100)                   | 56         |
| Greece (IFPI)                               | 84         |
| Irlanda (IRMA)                              | 48         |
| Lithuania (AGATA)                           | 93         |
| New Zealand Hot Singles (RMNZ)              | 5          |
| Sweden Heatseeker (Sverigetopplistan)       | 10         |
| Reino Unido (UK Singles Chart)              | 63         |
| Estados Unidos (Billboard Hot 100)          | 89         |
| Estados Unidos (Hot R&B/Hip-Hop Songs)      | 26         |
| US Rolling Stone Top 100                    | 82         |